# Tem (reina)
Tem (tm) va ser una reina consort egípcia de la dinastia XI. Era esposa del faraó Mentuhotep I (II) i mare de Mentuhotep II (III). Va ser enterrada a la tomba DBXI.15 a Deir el-Bahari, al complex mortuori del seu marit.
Va sobreviure a Mentuhotep II i va ser enterrada durant el regnat del seu fill. S. Roth informa d'una inscripció ara perduda al taüt de Tem, que provava que havia sobreviscut al seu marit i que havia estat enterrada pel seu fill. Aquesta inscripció, feta de tinta blava, encara era al sarcòfag en el moment del descobriment. Probablement la inscripció va ser esbandida per la penetració de l'aigua de pluja abans de 1906/07. Avui dia, només es poden trobar rastres de color al sarcòfag d'alabastre, el qual es conserva a la mateixa tomba.
Tem és probable que fos d'origen plebeu, ja que no hi ha cap prova a la seva tomba que n'indiqui un origen reial. Només se l'anomena al seu sarcòfag i a una taula d'ofrenes.
Els seus títols eren els següentsː
- Esposa estimada del rei (ḥmt-nỉswt mrỉỉ.t=f)
- Mare del rei (mwt-nỉswt)
- Mare del rei de l'Alt i el Baix Egipte (mwt-nỉswt-bỉt)
- Gran del ceptre (wr.t-ḥt=s).[2]

La seva tomba va ser descoberta el 1859 en una excavació encarregada pel funcionari britànic Frederick Hamilton-Temple-Blackwood, i va ser excavada completament el 1968 per l'egiptòleg alemany D. Arnold. Avui la tomba serveix de magatzem.